# Сальвадор Гарсія дель Діестро
Сальвадор Гарсія дель Діестро (ісп. Luis Molina González Asarta) — баскський підприємець, президент клубу «Депортіво Алавес» із міста Віторія-Гастейс. В 1956—1958 роках 14-й, за ліком, президент головного футбольного клубу Алави.

## Життєпис
Сальвадор Гарсія дель Діестро був із числа баскської знаті, бо лише таким родинам доручалося кермування спортивними тогочасними клубами басків. Його предки були місцевими підприємцями, відтак і Сальвадора Гарсію дель Діестро обирали в різні громадські асоціації. Коли в місті постав спортивний клуб родина Дієстро стала його партнерами-сосіос, і так триває покоління за поколінням.
Сальвадор Гарсія дель Діестро продовжував родинні фінансові справи і був активним партнером спортивного клубу, а поготів його обрали, в 1956 році, президентом клубу «Депортиво Алавес». Прийшовши до команди в часі пониження до Сегунди, йому необхідно було зберегти кістяк колективу та тренерів. Незмінний тоді Маноло Ечезаррета (Manolo Echezarreta) подався до іншого клубу («Малаги»), тому було запрошено відомого колишнього футболіста Луїса Уркїрі (Luis Urquiri). В першому ж сезоні команді не вистачало лише дещиці до повернення в Ла-Лігу — 5 місце. Наступний сезон команда знову покладала надії на повернення, але довелося втішатися 7 місцем. Відтак, відбувши свою каденцію та стабілізувавши фінансовий стан, Сальвадор переглянути свою учась в клубі і в наступній каденції він поступився місцем своїм партнерам, знатній родині Хуана Арреґуї Ґарая.
Але, поступившись посадою президента алавесців, Сальвадор Гарсія дель Діестро продовжував свої фінансові справи та сприяння спорту в столиці Алави, прививши й своїм нащадкам любов до спорту та клубу. Тому, за видатні заслуги перед містом, мешканці Віторії присвоїли одній з вулиць наймення «вулиця Сальвадора Діестро» (calle Salvador Garcia del Diestro).